# 10月15日 (旧暦)
旧暦10月15日は旧暦10月の15日目である。六曜は赤口である。

## できごと
- 天智天皇8年（ユリウス暦669年11月13日） - 臨終に際して中臣鎌足が天智天皇から藤原の姓を賜る
- 天平15年（ユリウス暦743年11月5日） - 聖武天皇が東大寺大仏建立の詔を発する
- 保延6年（ユリウス暦1140年11月26日） - 鳥羽上皇の北面武士・佐藤義清が出家し西行と名乗る
- 令和4年（グレゴリオ暦2022年11月8日） - 皆既月食と天王星食が同時に観測される

## 誕生日
- 嘉永5年（グレゴリオ暦1852年11月26日） - 山本権兵衛、16・22代内閣総理大臣・海軍大将（+ 1933年）
- 慶応2年（グレゴリオ暦1866年11月21日） - 初代小錦八十吉、17代横綱（+ 1914年）
- 明治5年（グレゴリオ暦1872年11月15日） - 岡本綺堂、小説家（+ 1939年）

## 忌日
- 天正元年（ユリウス暦1573年11月9日） - 島津勝久、島津氏14代目当主（* 1503年）